# Radachowo
Radachowo [pronunciación en polaco: /radaˈxɔvɔ/] es un pueblo en el distrito administrativo de Gmina Dobiegniew, dentro del Distrito Strzelce-Drezdenko, Voivodato de Lubusz, en Polonia occidental. Se encuentra aproximadamente 13 kilómetros al noreste de Dobiegniew, 31 kilómetros al noreste de Strzelce Krajeńskie, y 55 kilómetros al noreste de Gorzów Wielkopolski.
Antes de 1945 el área era parte de Alemania (véase Territorios Polacos Recuperados).